# ВKонтакте
ВКонтакте (рус. ВКонтакте; у преводу У контакту) је највећа друштвена мрежа у Русији, слична друштвеној мрежи Facebook. Мрежа је врло коришћена и у државама бившег Совјетског Савеза. Фебруара 2011, ВКонтакте је имао 135 милиона отворених налога. Мрежу је основао Рус Павел Дуров у септембру 2006. и постоји на 67 светских језика.
За разлику од Facebook-а, налог се отвара лозинком коју корисник добије преко СМС и не користи се имејл. ВКонтакте има и подршку на Андроид, iOS и Symbian телефонима. Према званичној статистици дневни доступ броји око 25,5 милиона.